# Лоран Гріммонпре
Лоран Жорж Гріммонпре (фр. Laurent Georges Grimmonprez, 14 грудня 1902, Гент — 22 травня 1984) — бельгійський футболіст, що грав на позиції півзахисника. Виступав за національну збірну Бельгії.

## Клубна кар'єра
У дорослому футболі дебютував 1920 року виступами за команду клубу «Гент», кольори якої і захищав протягом усієї своєї кар'єри гравця, що тривала двадцять чотири роки. 

## Виступи за збірну
1924 року дебютував в офіційних матчах у складі національної збірної Бельгії. Протягом кар'єри у національній команді, яка тривала 11 років, провів у формі головної команди країни десять матчів, забивши один гол.
У складі збірної був учасником  футбольного турніру на Олімпійських іграх 1924 року у Парижі, чемпіонату світу 1934 року в Італії.